# آنتونیو آندره
آنتونیو آندره (پرتغالی: António André؛ زادهٔ ۲۴ دسامبر ۱۹۵۷) بازیکن فوتبال اهل پرتغال بود.
از باشگاه‌هایی که در آن بازی کرده‌است می‌توان به باشگاه فوتبال ریو آوه، باشگاه فوتبال وارزیم، باشگاه فوتبال پورتو، و باشگاه فوتبال ریبیرائو اشاره کرد.
وی همچنین در تیم ملی فوتبال پرتغال بازی کرده‌است.